# Hunting Percival Pembroke C-51
Pour les articles homonymes, voir Hunting (homonymie), Percival et Pembroke.
Le Hunting Percival Pembroke est un bimoteur de transport construit par la société anglaise Hunting Percival.
En version de transport de personnes, il peut emporter 10 personnes dont les deux membres d’équipage.

## Conception
Cet appareil est dérivé de l’avion de transport moyen Prince de la même société. Le Pembroke est une version militarisée, légèrement plus grande, renforcée, avec une envergure supérieure de manière à augmenter la masse maximale transportable.
Les sièges des passagers étaient installé dos à la marche pour des raisons de protection des passagers en cas d'accident.

## Engagements
Ils ont servi comme appareils de reconnaissance et d'observation lors de l'application de l'état d'urgence en Malaisie à la suite de la guérilla menée par l'armée nationale de libération malaise (1948-1960).

## Variantes
Certains exemplaires furent équipés d’un nez vitré et de vitrages latéraux supplémentaires pour permettre la photographie aérienne.
Des doubles commandes pouvaient être installées.

## Utilisateurs
- Allemagne
- Belgique
- Danemark
- Finlande
- Soudan
- Suède
- Rhodésie
- Royaume-Uni
- Zambie

### Aéronefs comparables
- Twin Pioneer (en)